# Sam Kim
Sam Kim (coreano: 샘김; nacido el 19 de febrero de 1998) es un cantautor y guitarrista coreano-estadounidense Está firmado bajo Antenna Music, habiendo terminado como subcampeón del programa de talentos K-pop Star 3. Hizo su debut oficial el 10 de abril de 2016, en K-pop Star 5. .

## Biografía
Sam Kim nació en los Estados Unidos, donde asistió a Todd Beamer High School en Federal Way, Washington. Tiene un hermano menor Jooyoung y una hermana, Sujin. Al mudarse a Corea del Sur, participó en la tercera temporada del programa de talentos K-pop Star y fue firmado por el CEO de Antenna Music, You Hee-yeol, un juez del programa.
Kim lanzó la primera parte de su EP debut, My Name Is Sam, el 28 de marzo de 2016. Contenía tres pistas, incluido el sencillo de prelanzamiento "Mama Don't Worry". Su EP de larga duración, I Am Sam, fue lanzado el 10 de abril. Su primer sencillo fue "No 눈치 (No Sense)", con Crush . Su presentación debut fue en la etapa final de K-pop Star 5 el mismo día.
El video musical de "Make Up" de Kim (con Crush) fue lanzado el 23 de octubre de 2018. El video de "It's You" (con Zico) fue lanzado el 22 de noviembre de 2018.

## Discografía
| Título                                                                              | Detalles del álbum                                                                              | Posiciones máximas del gráfico | Ventas       |
| Título                                                                              | Detalles del álbum                                                                              | KOR                            | Ventas       |
| ----------------------------------------------------------------------------------- | ----------------------------------------------------------------------------------------------- | ------------------------------ | ------------ |
| Soy Sam                                                                             | - Lanzamiento: 10 de abril de 2016 - Discográfica: Antenna - Formatos: CD, descarga digital     | 11                             | - COR: 2077  |
| Sol y Luna Part.1                                                                   | - Lanzamiento: 23 de octubre de 2018 - Discográfica: Antenna - Formatos: CD, descarga digital   | -                              |              |
| Sol y Luna                                                                          | - Lanzamiento: 22 de noviembre de 2018 - Discográfica: Antenna - Formatos: CD, descarga digital | 23                             | - KOR: 2,192 |
| "-" indica lanzamientos que no se registraron o no se lanzaron en esa región. </br> |                                                                                                 |                                |              |

### Individual
| Título                                                                        | Año  | Posiciones máximas del gráfico | Ventas         | Álbum             |
| Título                                                                        | Año  | KOR </br>                      | Ventas         | Álbum             |
| ----------------------------------------------------------------------------- | ---- | ------------------------------ | -------------- | ----------------- |
| "Mamá, no te preocupes"                                                       | 2016 | -                              |                | Soy Sam           |
| "Sin sentido" (hazaña. Aplastar )                                             | 2016 | 37                             | - KOR: 59,348+ | Soy Sam           |
| "Piensa en 'Chu" (con Loco )                                                  | 2017 | dieciséis                      | - KOR: 81.580+ |                   |
| "Make Up" (con Crush )                                                        | 2018 | 56                             |                | Sol y Luna Part.1 |
| "Eres tú" (con Zico )                                                         | 2018 | 88                             |                | Sol y Luna        |
| "Dónde está mi dinero"                                                        | 2019 | -                              |                |                   |
| "-" indica lanzamientos que no se registraron o no se lanzaron en esa región. |      |                                |                |                   |

### Apariciones en bandas sonoras
| Título                                                                        | Año  | Posiciones máximas del gráfico | Ventas          | Álbum                                  |
| Título                                                                        | Año  | KOR </br>                      | Ventas          | Álbum                                  |
| ----------------------------------------------------------------------------- | ---- | ------------------------------ | --------------- | -------------------------------------- |
| "Quién eres tú"                                                               | 2016 | 3                              | - KOR: 914,314+ | Guardian: The Lonely and Great God OST |
| "Olor" (향기)                                                                 | 2019 | 186                            |                 | Búsqueda: WWW OST                      |
| "Aliento" (숨)                                                                | 2020 | 59                             |                 | Está bien no estar bien OST            |
| "-" indica lanzamientos que no se registraron o no se lanzaron en esa región. |      |                                |                 |                                        |

| Año  | Título                               | Álbum                                       |
| ---- | ------------------------------------ | ------------------------------------------- |
| 2014 | Ra.D "Estoy enamorado"               | K-pop Star Season 3 Battle Audition Part.1  |
| 2014 | G.Dragon " 그 XX " (Ese XX)          | Estrella del K-pop Temporada 3 Top10 Part.1 |
| 2014 | Michael Jackson "Billie Jean"        | Estrella del K-pop Temporada 3 Top8         |
| 2014 | Park Jin Young "너 뿐이야" (Solo tú) | Estrella del K-pop Temporada 3 Top6         |
| 2014 | Ben E. King " Stand by Me "          | Estrella del K-pop Temporada 3 Top4         |
| 2014 | Park Jin Young "Cariño"              | Estrella del K-pop Temporada 3 Top3         |
| 2014 | Big Bang "거짓말" (mentiras)         | Estrella del K-pop Temporada 3 Top2         |
| 2014 | Sting " inglés en Nueva York "       | Estrella del K-pop Temporada 3 Top2         |

## Filmografía
| Fecha     | Título               | Red | Notas      |
| --------- | -------------------- | --- | ---------- |
| 2013-2014 | Estrella del K-pop 3 | SBS | Subcampeón |